# Borgeby distrikt
Borgeby distrikt är ett distrikt i Lomma kommun och Skåne län. 
Distriktet ligger vid kusten norr om Lomma.

## Tidigare administrativ tillhörighet
Distriktet inrättades 2016 och utgörs av en del av det område Lomma köping omfattade till 1971, delen som före 1963 utgjorde Borgeby socken. 
Området motsvarar den omfattning Borgeby församling hade 1999/2000.